# Acrolophus laminicornus
Acrolophus laminicornus är en fjärilsart som beskrevs av Hasbrouck 1964. Acrolophus laminicornus ingår i släktet Acrolophus och familjen Acrolophidae. Inga underarter finns listade i Catalogue of Life.